# Elisabeth Kuylenstierna-Wenster
Marie Elisabeth Kuylenstierna-Wenster, född 16 september 1869 i Nacka, död 13 februari 1933 i Lund, var en svensk författare och översättare, ofta med namnet Sten Wide eller initialer EKW. Hon var syssling till Alexis Kuylenstierna och från 1905 gift med advokaten Holger Wenster.
Elisabeth Kuylenstierna-Wenster var en känd föreläsare och litteraturkritiker, och utgav vid sidan av ett 10-tal novellsamlingar och ett 20-tal populära flickböcker omkring 50 romaner, dels samtidsskildringar och dels historiska romaner med ämnen från Gustav Vasas tid fram till 1800-talet, helst kretsande kring 1600-talets stora personligheter. Hon översatte även följetonger och runt 70 romaner, huvudsakligen från danska.
Makarna Wenster är begravda på Sankt Pauli norra kyrkogård i Malmö.